# ピジョン輝石
ピジョン輝石（ピジョンきせき、pigeonite）は、鉱物の一種（ケイ酸塩鉱物）。マグネシウム鉄輝石とカルシウム輝石の中間の組成を持つ固溶体が存在し、マグネシウム鉄輝石に組成が近く、普通輝石よりもカルシウムの量が少ない単斜輝石。1900年にスペリオル湖畔のミネソタ州ピジョンポイントから発見・命名された。
化学組成は、(Mg,Fe,Ca)2Si2O6。カルシウムをほとんど含まないと、単斜頑火輝石あるいは単斜鉄珪輝石になる。
火成岩や変成岩に産する。